# Hyperiidae
Hyperiidae là một họ amphipod, tập hợp gần 80 loài giáp xác.

## Danh sách các chi
Hiện nay họ Hyperiidae bao gồm các chi sau:
- Hyperia Latreille, 1823
- Hyperiella Bovallius, 1887
- Hyperoche Bovallius, 1887
- Laxohyperia M. Vinogradov & Volkov, 1982
- Pegohyperia K. H. Barnard, 1931
- Themisto Guérin, 1825
- Prohyperia Zeidler, 2015

## Các danh pháp đồng nghĩa
- Euthemisto Bovallius, 1887 và Parathemisto Boeck, 1871 đồng nghĩa với Themisto Guérin, 1825
- Tauria Dana, 1853 đồng nghĩa với Hyperia Latreille, 1823
- Motoecus Kröyer, 1838 đồng nghĩa với Hyperoche Bovallius, 1887

## Hình ảnh

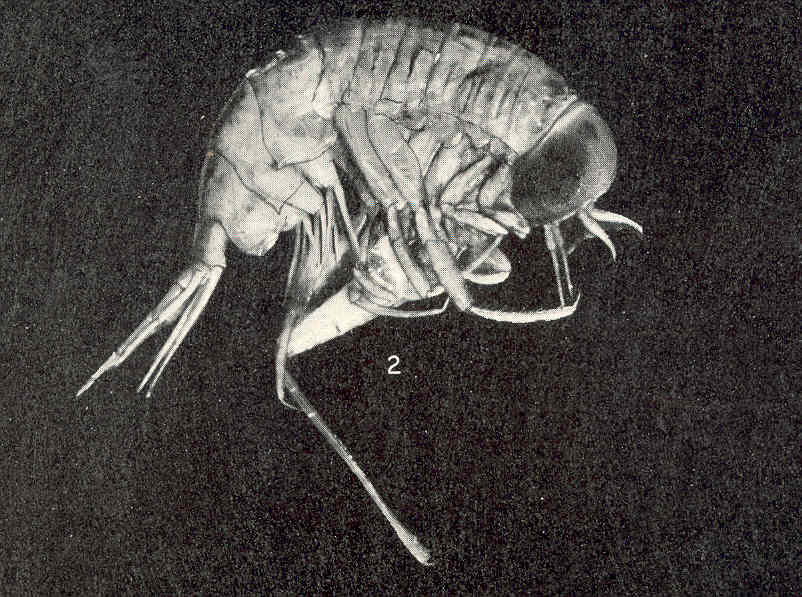
Euthemisto bispinosa
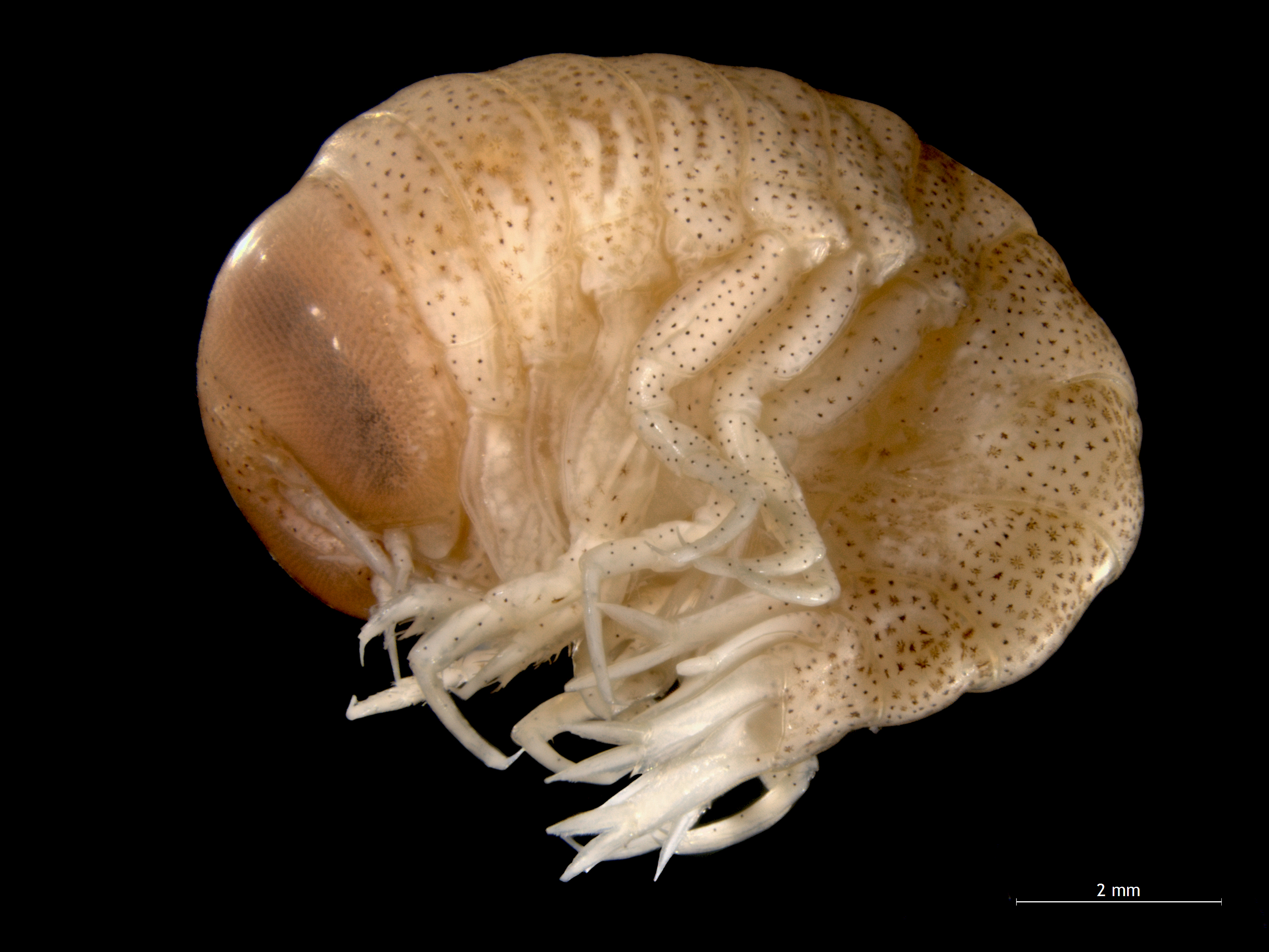
Hyperia galba
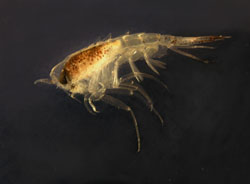
Themisto gaudichaudii